# Técnica de relaxamento
Uma técnica de relaxamento é um método de intervenção psicológica não específico (ou seja, pode ser utilizado no tratamento de diversos tipos de problemas) que tem por fim auxiliar o indivíduo a atingir um estado de relaxamento físico (relaxamento muscular e redução da estimulação do sistema nervoso simpático) e mental (tranquilidade e equilíbrio interior).

## Relaxamento
A ausência de tensão muscular - o relaxamento, em sentido restrito, constitui um típico processo psicofisiológico de carácter interactivo, em que o fisiológico e o psicológico não são simples correlatos um do outro, mas ambos interagem, sendo partes integrantes do processo, como causa e como produto. Na prática, trata-se de fazer perceber ao cliente as suas impressões sensoriais, das mais simples às mais complexas, como sejam o tacto, a audição e até as mais sofisticadas como a respiração e depois o controlo de imagens mentais (Turpin,1989).
É uma forma de atividade psicomotora na qual se objetiva a redução das tensões psíquicas, levando à descontração muscular. O relaxamento proporciona melhor conhecimento do esquema corporal, melhor estruturação espaço-temporal e equilíbrio, contração e descontração. É a noção de tenso, relaxado, duro, mole, e a criança transpõe essas noções para seu próprio corpo.
O relaxamento é considerado o contrário de tonicidade e contração e procura ocasionar uma regulação dos ritmos orgânicos (respiração, circulação etc.). Sua finalidade básica é o afinamento, valorizando a integração conscientizada dos diferentes estados tensionais e promovendo progressivamente a unificação psicossomática. Pretende atingir um estado de repouso e de calma interior, proporcionando uma integração da corporalidade.
O relaxamento não é possível senão a partir de um certo nível mental. Na recuperação de deficientes mentais, segundo Vayer (1984), o relaxamento não é um meio, mas um fim.
O primeiro relaxamento aplicado em um individuo deverá ser de:
- tomada de consciência;
- noção de imobilidade;
- desenvolvimento da faculdade de inibição ou seja, controle tensão – relaxamento.

É necessário, por isso, que o relaxamento global preceda ao segmentário. O relaxamento global permite a obtenção de descondicionamento, ou seja, o esquecimento das atitudes e dos movimentos do cotidiano. O relaxamento segmentar, devidamente interiorizado, permite a progressiva percepção e controle das diferentes partes do corpo, a diminuição da rigidez e tensão musculares dos segmentos em relação ao tronco.
Reduzindo e equilibrando progressivamente as tensões, o relaxamento associado ao controle respiratório favorece o equilíbrio emocional e a disposição mental.

## Prática
Três técnicas de relaxamento muito difundidas e comprovadas empiricamente são:
- o treinamento autógeno de Schulz;
- a relaxação muscular progressiva de Jacobson;
- os métodos de biofeedback.